# Evil (serial telewizyjny)
Evil – amerykański serial telewizyjny (dramat psychologiczny, thriller) wyprodukowany przez King Size Productions oraz CBS Television Studios, którego twórcami są Robert King i Michelle King. Serial jest emitowany od 26 września 2019 roku przez CBS.
Fabuła serialu opowiada o pracy jednostki specjalnej, która sprawdza dla kościoła doniesienia o potencjalnych opętaniach, cudach i innych zjawiskach nadnaturalnych.

## Obsada

### Główna
- Katja Herbers jako dr Kristen Bouchard[2]
- Mike Colter jako David Acosta[3]
- Aasif Mandvi jako Ben Shroff[4]
- Kurt Fuller jako Kurt Boggs[5]
- Marti Matulis(inne języki) jako George
- Brooklyn Shuck(inne języki) jako Lynn Bouchard
- Skylar Grey jako Lila Bouchard
- Maddy Crocco jako Lexis Bouchard
- Dalya Knapp(inne języki) jako Laura Bouchard
- Christine Lahti jako Sheryl Luria[6]
- Michael Emerson jako dr Leland Townsend[7]

## Odcinki
| Sezon | Odcinki | Oryginalna emisja | Oryginalna emisja    | Stacja     |
| Sezon | Odcinki | Premiera sezonu   | Finał sezonu         | Stacja     |
| ----- | ------- | ----------------- | -------------------- | ---------- |
| 1     | 13      | 26 września 2019  | 30 stycznia 2020     | CBS        |
| 2     | 13      | 20 czerwca 2021   | 10 października 2021 | Paramount+ |
| 3     | 10      | 12 czerwca 2022   | 14 sierpnia 2022     | Paramount+ |

### Sezon 1 (2019-2020)
| #  | Tytuł             | Reżyseria             | Scenariusz                      | Premiera w CBS       |
| -- | ----------------- | --------------------- | ------------------------------- | -------------------- |
| 1  | Pilot             | Robert King           | Robert King, Michelle King      | 26 września 2019     |
| 2  | 177 Minutes       | Ron Underwood         | Robert King, Michelle King      | 3 października 2019  |
| 3  | 3 Stars           | Gloria Muzio          | Rockne S. O'Bannon              | 10 października 2019 |
| 4  | Rose 390          | Peter Sollett         | Davita Scarlett                 | 17 października 2019 |
| 5  | October 31        | Tess Malone           | Dewayne Darian Jones            | 24 października 2019 |
| 6  | 790               | Kevin Rodney Sullivan | Aurin Squire                    | 7 listopada 2019     |
| 7  | Vatican 3         | Jim McKay             | Patricia Ione Lloyd             | 14 listopada 2019    |
| 8  | 2 Fathers         | James Whitmore Jr.    | Davita Scarlett, Nialla LeBouef | 21 listopada 2019    |
| 9  | Exorcism Part 2   | Frederick E.O. Toye   | Louisa Hill                     | 5 grudnia 2019       |
| 10 | 7 Swans a Singin' | John Dahl             | Rockne S. O'Bannon              | 12 grudnia 2019      |
| 11 | Room 320          | Peter Sollett         | Aurin Squire                    | 9 stycznia 2020      |
| 12 | Justice x 2       | Rob Hardy             | Dewayne Darian Jones            | 16 stycznia 2020     |
| 13 | Book 27           | Michael Zinberg       | Patrick Ione Lloyd              | 30 stycznia 2020     |

## Produkcja
W styczniu 2019 stacja CBS ogłosiła zamówienie pilotowego odcinka serialu od twórców Żony idealnej, Roberta i Michelle King. 10 maja 2019 CBS zamówiła serial na sezon telewizyjny 2019/2020.
W kolejnym miesiącu Katja Herbers i Mike Colter otrzymali główne role w dramacie. Na początku marca 2019 roku poinformowano, że Michael Emerson oraz Aasif Mandvi zagrają w serialu. W lipcu 2019 roku obsada powiększyła się o: Christine Lahti i Kurta Fullera.
W połowie października 2019 stacja CBS poinformowała o zamówieniu drugiego sezonu.